# Born Innocent
Pour plus de détails, voir Fiche technique et Distribution.
Born Innocent (« Née innocente ») est un téléfilm américain réalisé par Donald Wrye (en) et diffusé en 1974 sur NBC. Très médiatisé et controversé, il traite des abus physiques, psychologiques et sexuels infligés à une adolescente et inclut un contenu graphique jamais vu auparavant à la télévision américaine.
Sa scène de viol dans les douches communes a notamment fait scandale car il n'y avait pas à l'époque de politique d'avertissement à la télévision, et beaucoup de téléspectateurs pensaient alors qu'il s'agissait d'un film familial. Cela a amené à la création de la Family Viewing Hour (en) et d'une politique de visionnage familial par la National Association of Broadcasters. Elle est également accusée d'avoir influencé un groupe d'enfants et adolescents à agresser sexuellement un enfant de neuf ans par copycat et fut censurée pendant de nombreuses années.

## Synopsis
Chris Parker (Linda Blair), une jeune fugueuse de 14 ans, est condamnée, après avoir été arrêtée à plusieurs reprises, à être envoyée dans un établissement pénitentiaire pour mineures. On apprend qu'elle vient d'un foyer violent. Son père (Richard Jaeckel) la battait régulièrement, ce qui l'amenait à fuir de chez elle à plusieurs reprises. Sa mère (Kim Hunter) ne montrait aucune émotion, restant assise devant la télévision toute la journée en fumant cigarettes sur cigarettes, et dans le déni total de ce que faisait subir son mari à sa fille. Le frère aîné de Chris, Tom (Mitch Vogel) est conscient de ces violences, mais il est incapable d'aider sa sœur, car il est trop occupé à subvenir aux besoins de sa propre famille.
Emma Lasko (Allyn Ann McLerie), l'assistante sociale qui s'occupe de Chris, ne se rend jamais compte que ses parents dysfonctionnels sont la cause de ses problèmes, et le système de justice pour mineurs lui fait porter la responsabilité de ses troubles sur elle-même. À l'exception d'une conseillère dévouée nommée Barbara Clark (Joanna Miles), le personnel du centre de détention pour mineures est pour la plupart apathique et laisse s'envenimer une situation malsaine et destructrice. Malgré les tentatives de Barbara pour aider Chris à parler de ses problèmes, celle-ci refuse de s'ouvrir à elle ou à quiconque au sujet de ses abus.
Après que Chris ait été attaquée sous la douche et agressée sexuellement par des camarades, et après avoir vu une résidente enceinte, avec qui elle s'était liée d'amitié, faire une fausse couche alors qu'elle était en isolement, ainsi que l'indifférence omniprésente du personnel, Chris, se sentant abandonnée par le système en plus de sa famille, devient agressive, froide et cynique. Lorsqu'une dispute avec Mme Lasko en vient aux mains, une émeute éclate. Chris est accusée de l'avoir provoqué et fait l'objet d'une enquête. Elle affirme calmement qu’elle n’y est pour rien. Dans le plan final, Barbara regarde, impuissante, la transformation de Chris, une fille innocente, intelligente et décente, en une personne violente, pathologique, manipulatrice, vengeresse et froide, dénuée de culpabilité et de remords pour ses actes, qui est destinée à devenir une adulte criminelle à sa libération une fois arrivée à sa majorité.

## Distribution
- Linda Blair : Chris Parker
- Joanna Miles : la conseillère Barbara Clark
- Allyn Ann McLerie : Emma Lasko
- Mary Murphy : Mlle Murphy
- Janit Baldwin : Denny
- Nora Heflin : Moco
- Tina Andrews (en) : Josie
- Sandra Ego : Janet
- Mitch Vogel : Tom Parker
- Richard Jaeckel : Mr Parker
- Kim Hunter : Mme Parker
- Adrienne White : Ria
- Janice Lorraine Garcia : l'enfant aux funérailles

## Controverse sur la scène de viol
Le montage original de Born Innocent contenait une scène dans laquelle plusieurs filles, menées par Moco (Nora Heflin) et Denny (Janit Baldwin), violent Chris dans les douches communes en se servant du manchon d'une ventouse.
Born Innocent est considéré comme l'un des catalyseurs de la création par la National Association of Broadcasters d'une politique de visionnage familial. Elena Levine, professeure à l'université du Wisconsin à Milwaukee, souligne que le film a été annoncé dans le New York Times aux côtés de Vivre libre, ce qui, selon elle, a pu faire croire aux téléspectateurs que le film était familial.
Le film fait plusieurs références négatives au lesbianisme. Une version du scénario impliquait que l'homosexualité du personnage de Moco était le résultat de son environnement et l'avait incitée à abuser de Chris et d'autres filles.
Le film a été critiqué par la National Organization for Women, la New York Rape Coalition et de nombreux autres organisations de défense des droits des homosexuels pour sa représentation des abus sexuels entre femmes. La Lesbian Feminist Liberation (en) rejette le film en déclarant « les hommes violent, les femmes ne le font pas », et considère le film comme une « propagande contre les lesbiennes ». La scène de la douche a finalement été supprimée du film en raison de plusieurs plaintes.

### Poursuites judiciaires pourcopycat
Le film est accusé d'avoir incité au viol d'un enfant de neuf ans sur Baker Beach à San Francisco, par plusieurs camarades un peu plus âgés avec une bouteille de soda en verre. Valeria Niemi, la mère de la victime, a poursuivi NBC et demandé des dommages et intérêts jusqu'à 11 millions $. Son procès citait le fait que l'une des auteures, Sharon Smith (la seule emprisonnée pour l'agression, après avoir été condamnée à trois ans de prison fédérale), avait évoqué le film lors de son arrestation, et que William Thomas, 14 ans, le garçon qui a fourni la bouteille, a demandé si ce serait « comme dans le film ». Deux autres filles, âgées de 10 et 15 ans, et le garçon qui servait de guetteur ont été acquittés,. En 1981, la Cour suprême de Californie a statué que le film n'était pas obscène et que la chaîne NBC n'était pas responsable des actes des personnes qui ont commis le crime,.

### Effet sur la sensibilisation au viol
Linda Blair a déclaré que l'un des effets positifs du film était que cela permettait aux victimes de viol de se manifester plus facilement

## Diffusion ultérieure
En réponse à cet incident, les rediffusions de la fin des années 1970 et des années 1980 ont exclues la scène du viol. Le téléfilm a influencé la création de la Family Viewing Hour (en) qui est devenue brièvement obligatoire pour les chaînes de télévision à la fin des années 1970, car la première heure du téléfilm avait été diffusée de 20h à 21h (heure de l'Est), lorsque certains enfants n'étaient peut-être pas encore au lit.

## Home media
Après des rééditions dans les années 1980, la version intégrale est finalement sortie en VHS dans de nombreuses éditions. En 2004, VCI Entertainment édite Born Innocent en DVD avec la scène du viol incluse. Plus récemment, une version remasterisée de la version non éditée est disponible sur la chaîne Shout Factory (en) via Amazon Prime.